# 岡山県道180号熊山停車場線
岡山県道180号熊山停車場線（おかやまけんどう180ごう くまやまていしゃじょうせん）は、岡山県赤磐市を通る一般県道である。

## 概要
JR西日本山陽本線 熊山駅と岡山県道395号和気熊山線を結ぶ。
本路線は1960年（昭和35年）に認定された当時は赤磐市松木・松木交差点（岡山県道79号佐伯長船線および岡山県道・兵庫県道96号岡山赤穂線交点）が終点だったが1994年（平成6年）の主要地方道再編で岡山県道79号佐伯長船線が認定された結果、赤磐市千躰（せんだ）までの路線になった。この際、旧路線の廃止告示と現路線の認定告示がなされている。

### 路線データ
- 起点：赤磐市千躰（JR西日本山陽本線 熊山駅前）
- 終点：赤磐市千躰（千躰交差点、岡山県道395号和気熊山線交点）
- 総延長：50 m

## 歴史
- 1960年（昭和35年） - 路線認定。
- 1993年（平成5年）5月11日 - 建設省から、県道熊山停車場線の一部を佐伯長船線として主要地方道に指定される[1]。

## 地理

### 通過する自治体
- 赤磐市

### 交差する道路
| 交差する道路            | 交差する場所   | 交差する場所      |
| ----------------------- | -------------- | ----------------- |
| 岡山県道395号和気熊山線 | 千躰（せんだ） | 千躰交差点 / 終点 |

### 沿線
- JR西日本山陽本線 熊山駅